# Florivaldo Dias de Oliveira
Florivaldo Dias de Oliveira foi um político brasileiro, com atuação no estado de Minas Gerais. 
Descendente de Alemão, filho de imigrantes. Iniciou sua carreira como ajudante de alfaiate em Vitória- ES. Casou se com Alzira Dias Calhau, com quem teve 6 filhos.  
Atuou como deputado estadual em Minas Gerais na 3ª legislatura (1955-1959), como suplente e foi eleito para o mandato de 1959 a 1963 (4ª legislatura) e de 1963 a 1967 (5ª legislatura), pela União Democrática Nacional (UDN).

Foi também prefeito do município mineiro de Aimorés.